# Кочерженко Євгенія Іванівна
Кочерженко Євгенія Іванівна (5 червня 1937, с. Северинівка, Сумський район, Сумська область — 28 серпня 2022, м. Суми) — українська мистецтвознавиця, музейниця, майстриня художньої вишивки, організаторка і голова Сумського обласного осередку Спілки майстрів народного мистецтва України (нині — Національна спілка майстрів народного мистецтва України). Член НСМНМУ (1991).

## Біографія
Народилася у с. Северинівка Сумського району Сумської області. Закінчила Харківський інститут культури (1965).
Працювала у Сумському художньому музеї (нині — Сумський художній музей ім. Н. Х. Онацького) на різних посадах: наукового працівника (1966), головного хранителя фондів (1966—1977), заввідділу декоративного мистецтва (1977—1993).
Об'єктом її наукових досліджень були декоративні традиції і сучасне мистецтво Сумщини (порцеляна, гончарство, вишивка). 
Є. І. Кочерженко була учасницею установчого з'їзду Спілки майстрів народного мистецтва України від Сумської області, який відбувся у Києві наприкінці січня 1990 р. Голова новоствореної Спілки майстрів народного мистецтва України В. Прядко уповноважив Є. І. Кочерженко створити у м. Суми обласний осередок  Спілки. Установчими зборами членів СМНМУ Сумської області 18 січня 1992 р. Є. І. Кочерженко було обрано головою осередку. На цій посаді працювала до 2002 р.
Одна з авторів обласної програми «Відродження, збереження та розвитку традиційних народних ремесел» (1993).
Організаторка проведення на Сумщині Всеукраїнської культурно-мистецької акції «Рушник національної єдності» (2007)
Авторка численних наукових публікацій, присвячених вивченню традиційного народного мистецтва.
За багаторічну працю нагороджена грамотами обласної державної адміністрації, Сумської міської ради, управління культури, обласного осередку НСМНМУ. У 2007 році стала стипендіатом голови Сумської обласної державної адміністрації.
Померла 28 серпня 2022 р. в Сумах, похована в селищі Степанівка Сумського району.

## Творчість
Євгенія Іванівна Кочерженко була майстринею народної вишивки, розробляла авторські узори рушників на основі регіональних мотивів, відтворювала їх у техніках полтавської гладі, тамбурного шва. Її твори експонувалися на обласних та всеукраїнських виставках народного мистецтва.

## Публікації Є.І.Кочерженко

### Окремі видання
Волокитинський фарфор у Сумському художньому музеї. — Харків: Прапор, 1971. — 24 с.

### У книгах
- Сумський художній музей : [набір листівок] / упоряд. та вступ. ст. Є. І. Кочерженко. — Київ : Мистецтво, 1980. — (Укр., рос. та англ. мовами).

- Наукове комплектування фондів та перспективи розвитку відділу декоративного мистецтва // Музейна колекція та художнє життя Сумщини: проблеми і перспективи вивчення: тези доп. та повідомл. наук. конф., присвяч. 70-річчю утворення Сумського художнього музею / Сумський художній музей та ін. ; уклад. С. І. Побожій. — Суми, 1990. — С. 31–33.

- Глинська керамічна школа // Північне Лівобережжя та його культура XVIII — початку XX ст. : тези доп. та повідомл. наук. конф., присвяч. 100-річчю від дня народж. історика мистецтва Федора Людвиговича Ернста (1891—1949) / Сумський художній музей та ін. — Суми: Ред.-вид. від. облупр. по пресі, 1991. — С. 78–80.

- Народне мистецтво Сумщини // Майстри декоративно-ужиткового мистецтва Сумщини: фотоальбом : 15 років Сумському обласному осередку / Сум. обл. осередок НСМНМУ. — Суми: МакДен, 2008. — С. 3–7.

### У періодиці
- Сумні роздуми біля гончарного круга // Ленінська правда. — 1990. — 4 лип.
- Відкриваючи нові таланти // Сумщина. — 1992. — 9 трав.
- Народне мистецтво на Сумщині // Ярославна (Суми). — 1995—1996. — № 2–3. — С. 20.
- Простелю рушник, наче долю // Сумщина. — 1997. — 29 січ. — С. 4.
- Вишивка Сумщини // Народне мистецтво (Київ). — 1999. — № 3–4. — С. 30–31.
- Фарфор з Волокитиного // Новина (Суми). — 1999. — 4 лют. — С. 3.
- Слобожанські золотошвейки // Сумщина. — 1999. — 26 черв. — С. 2.
- Мистецький шлях Віталія Шума // Народне мистецтво. — 2003. — № 1–2. — С. 45–46.
- Рожевий камінь гріє душу [про майстриню художньої вишивки та різьблення по каменю О. В. Гулей] // Народне мистецтво. — 2006. — № 3–4.
- Втрачаємо кролевецький рушник // Ярмарок. — 2008. — 20 берез. — С. 1.
- Гути на Сумщині // Ярмарок. — 2011. — 8 груд. — С. 3.